# Reticolocitosi
La reticolocitosi è una condizione clinica caratterizzata dall'aumento di reticolociti circolanti nel sangue.
Nella maggior parte dei casi questo fenomeno testimonia un'iperproliferazione midollare della linea eritroide, per compensare una anemia emolitica o un'altra forma di anemia non correlata con ipofunzione midollare.